# 粗毛扁担杆
粗毛扁担杆（学名：Grewia hirsuta）为扁担杆属下的一个种。舊屬椴树科，今屬錦葵科扁担杆亞科。

## 外部連結
- 維基物種上的相關：粗毛扁担杆